# Questo pazzo, pazzo, pazzo, pazzo mondo
Questo pazzo, pazzo, pazzo, pazzo mondo (It's a Mad, Mad, Mad, Mad World) è un film del 1963, diretto e prodotto da Stanley Kramer. Nel 2000 l'American Film Institute lo ha inserito al 40º posto nella classifica delle migliori cento commedie americane di tutti i tempi. Il film è stato un enorme successo al botteghino: ha incassato 46,332,858 dollari all'epoca in Nordamerica,con quasi 54 milioni di biglietti staccati. L'incasso rivalutato al 2022 corrisponderebbe a 504,812,498 dollari.

## Trama
"Smiler" Grogan è uno scassinatore appena uscito dalla galera. Mentre percorre una strada statale che attraversa il deserto californiano, a causa dell'assunzione di alcol in un bar, ha un incidente ed esce di strada precipitando violentemente giù in un dirupo. Stava andando a recuperare i 350.000 dollari, bottino di un furto compiuto molti anni prima ai danni di uno stabilimento ittico per cui era stato arrestato, che egli aveva sepolto in un parco ("sotto una enorme W") a Santa Rosita, una località distante almeno 200 miglia dal luogo dell'incidente. Ormai morente a causa delle gravissime ferite riportate, prima di spirare ha la forza di raccontare il suo segreto ad alcuni automobilisti di passaggio che, vistolo uscire di strada, si erano fermati per tentare di prestargli soccorso.
Dopo un iniziale scetticismo riguardo alla veridicità sull'esistenza della somma, messi di fronte all'ammontare della cifra e consapevoli di essere gli unici a sapere del nascondiglio del denaro, gli otto automobilisti tentano goffi accordi per la spartizione del bottino fra di loro. Visti vani tutti i tentativi, e rendendosi conto che ognuno di loro mira a prender possesso del bottino senza spartirlo con gli altri, danno vita ad una corsa sfrenata, con tutti i mezzi e in tutti i modi possibili, leciti ed illeciti, tra disparati incidenti e il coinvolgimento di un numero sempre maggiore di persone, attraverso il deserto californiano alla volta dell'ignoto nascondiglio, ignari di essere tenuti d'occhio, a distanza, dagli uomini comandati dal capitano di polizia Culpepper, prossimo al pensionamento e che da anni cerca di recuperare il denaro.
Dopo svariate peripezie ed incidenti di ogni genere, alla fine tutti giungono al parco di Santa Rosita più o meno contemporaneamente, ma al momento del ritrovamento della somma, Culpepper li raggiunge rivelandosi a loro, per poi convincerli a cedere a lui il bottino e a costituirsi, in modo così che il giudice sia più clemente e alleggerisca la pena per i vari disastri che hanno combinato.
Sospettosi del motivo per cui Culpepper li ha lasciati andare, gli automobilisti lo seguono e notano che non sta tornando alla stazione di polizia, bensì sta approfittando del diversivo da lui ideato per fuggire via col denaro e tentare di raggiungere il vicino confine con il Messico (il capitano infatti aveva litigato quella stessa mattina con sua moglie, sua suocera, sua figlia e la sua pensione era stata ridotta dal sindaco ad una miseria, il che gli aveva procurato un esaurimento nervoso).
Gli automobilisti decidono dunque di inseguire il capitano per riprendersi il denaro e consegnarlo alla giustizia, in modo così da scagionarsi; nel frattempo il capo di Culpepper, il commissario Aloysius, riesce a ricattare il sindaco per aumentare la misera pensione del capitano, ma una volta apprese le intenzioni di quest'ultimo di fuggire con il denaro rubato, ne ordina a malincuore l'arresto. 
Culpepper viene dunque inseguito in un edificio pericolante, dove gli uomini lo mettono all'angolo su una scala antincendio traballante. Nella lotta che ne segue, Culpepper lascia cadere la valigetta contenente i soldi, che vengono raccolti da una folla sottostante. Quando si accalcano tutti su una scala dei vigili del fuoco inviata per salvarli, il loro peso combinato la fa piegare e girare in modo incontrollabile e li lancia via all'impazzata in direzioni diverse, procurando loro ferite più o meno gravi.
All'ospedale tutti si lamentano per la perdita del denaro e criticano Culpepper per la sua decisione avventata; tuttavia egli ribatte raccontando le sue sventure e dichiarando che, siccome il giudice molto probabilmente si sfogherà più con lui che con loro, passerà molto tempo prima che possa ridere di nuovo. La signora Marcus, l'odiosa suocera di uno degli automobilisti, entra nel reparto dove gli uomini sono ricoverati, affiancata dalle altre signore, per rimproverarli; tuttavia, scivolando comicamente su una buccia di banana, fa ridere tutti, compreso Culpepper.

## Produzione
Il "Santa Rosita State Park", dove era nascosta la valigia con i 350.000 dollari, è diventato in seguito un parco privato dal nome "Portuguese Point", sito in località Rancho Palos Verde.
Durante il film si susseguono numerosi camei di attori del cinema muto e non, come Jerry Lewis (il guidatore dispettoso), i tre marmittoni (i pompieri in attesa), Jack Benny (l'automobilista galante), Buster Keaton (il posteggiatore), Bob Hope, ZaSu Pitts, George Raft, Sterling Holloway, Jimmy Durante (lo scassinatore), Priscilla Lane, Edward Everett Horton, Don Knotts e tanti altri, tutti con pochi secondi di partecipazione. Anche Stan Laurel ricevette l'invito, che tuttavia declinò poiché si era ritirato dalle scene dopo la morte dello storico collega Oliver Hardy.

## Distribuzione
Il film è stato distribuito dalla United Artists il 7 novembre 1963 negli Stati Uniti e dalla Dear Film il 16 aprile 1964 in Italia. È stato girato in Super Panavision o Ultra Panavision e fu promosso come il primo presentato in Cinerama con un unico proiettore.

## Effetti speciali
Il famoso specialista del passo uno Willis O'Brien poco prima di morire collaborò alla realizzazione delle ultime scene del film (il mezzo dei pompieri e la scala antincendio che cedono sotto l'eccessivo peso).

## Aspect ratio
Esistono 3 versioni del film (stampa):
1. La versione in DVD con aspect ratio 2.55:1
2. La versione con pellicola 35 mm con aspect ratio 2.35:1
3. La versione con pellicola 70 mm con aspect ratio 2.20:1 (anche in Supercinerama)

Il negativo originale era in 65 mm.

## Riconoscimenti
- 1964 - Premio Oscar
  - Miglior montaggio sonoro a Walter Elliott
  - Nomination Migliore fotografia a Ernest Laszlo
  - Nomination Miglior montaggio a Frederic Knudtson, Robert C. Jones e Gene Fowler Jr.
  - Nomination Miglior sonoro a Gordon Sawyer
  - Nomination Miglior colonna sonora a Ernest Gold
  - Nomination Miglior canzone (It's a Mad Mad Mad Mad World) a Ernest Gold e Mack David
- 1964 - Golden Globe
  - Nomination Miglior film commedia o musicale
  - Nomination Miglior attore in un film commedia o musicale a Jonathan Winters